# Francesca Ekwuyasi
Francesca Ekwuyasi est une écrivaine, cinéaste et artiste nigériane-canadienne. Son travail porte entre autres sur des thématiques liés à la foi, la famille et l'homosexualité.
Elle est surtout connue pour son premier roman Butter Honey Pig Bread publié en 2020.

## Biographie
Originaire de Lagos au Nigeria, Francesca Ekwuyasi réside à Halifax en Nouvelle-Écosse.
Elle publie en 2020 son premier roman Butter Honey Pig Bread qui devient très vite connu. Le roman est sélectionné pour l'édition 2021 de Canada Reads, où il a été défendu par le chef Roger Mooking et pour le prix Giller 2020. Il est par ailleurs nommé pour le Lambda Literary Award dans la catégorie Fiction lesbienne en 2021, le ReLit Award 2021, le Amazon Canada First Novel Award 2021 et bien d'autres.
En plus d'écrire, elle réalise des courts métrages documentaires ainsi que des œuvres d'art. En 2019 elle présente une exposition d'art découpé sur papier au The Khyber d'Halifax. Aussi, elle réalise notamment les courts métrages documentaires Reconcile et Black & Belonging.
Elle explore dans ses créations des thématiques liés à la foi, la famille, l'homosexualité, la solitude et l'appartenance. Francesca Ekwuyasi s'identifie comme queer.

## Ouvrages
- Francesca Ekwuyasi, Butter honey pig bread : a novel, 2020 (ISBN 978-1-55152-823-6 et 1-55152-823-1, OCLC 1140380383, lire en ligne)